# Mit freundlichen Grüßen (Album)
Mit freundlichen Grüßen (Untertitel: Das verbotene Album) ist ein 2013 erschienenes Coveralbum von Heino. Es enthält zwölf Coverversionen deutscher Pop-, Hip-Hop- und Rocklieder. Die Reaktionen der gecoverten Interpreten fielen durchmischt aus.

## Entstehung
Laut Heino (Künstlername des Schlagersängers Heinz Georg Kramm) seien die Aufnahmen keine große Herausforderung gewesen, und es habe ihm Spaß gemacht, die Lieder zu singen. Die Originalversionen der Lieder seien „einfach und modern gestrickt“ und sie bewegten sich vom Tonumfang her nur in einer Oktave, was nicht negativ gemeint sei.
Für die Veröffentlichung musste keine Einwilligung der gecoverten Künstler eingeholt werden, da für die Verwendung unveränderten Liedgutes die Anmeldung der wiedergegebenen Coverversion bei der Verwertungsgesellschaft genügt. Für die Bewerbung des Albums wäre die Zustimmung der Originalinterpreten jedoch erforderlich gewesen.

## Musikstil
Heino interpretiert auf dem Album die Rock- und Popsongs so unterschiedlicher Künstler wie Peter Fox, Absolute Beginner, Rammstein und Die Ärzte in dem für ihn typischen volkstümlichen Stil mit Nähe zum Schlager. Heino selbst bezeichnete die von ihm interpretierten Songs als „Volkslieder der neuen Generation“.

## Titelliste
| #   | Titel           | Komponist                  | Originalinterpret          | Länge |
| --- | --------------- | -------------------------- | -------------------------- | ----- |
| 1.  | Junge           | Farin Urlaub               | Die Ärzte                  | 3:05  |
| 2.  | Haus am See     | Ruth Maria Renner          | Peter Fox                  | 3:35  |
| 3.  | Ein Kompliment  | Peter Brugger              | Sportfreunde Stiller       | 3:11  |
| 4.  | Augen auf!      | Andreas Crap               | Oomph!                     | 3:18  |
| 5.  | Sonne           | Rammstein                  | Rammstein                  | 4:05  |
| 6.  | Gewinner        | Baris Aladag               | Clueso                     | 3:42  |
| 7.  | Liebes Lied     | Jan Eißfeldt               | Absolute Beginner          | 3:37  |
| 8.  | Leuchtturm      | Gabriele Kerner            | Nena                       | 4:29  |
| 9.  | Vogel der Nacht | Stephan Remmler            | Stephan Remmler            | 4:17  |
| 10. | MfG             | Michael Schmidt            | Die Fantastischen Vier     | 3:25  |
| 11. | Kling Klang     | Norbert Leisegang          | Keimzeit                   | 3:44  |
| 12. | Willenlos       | Marius Müller-Westernhagen | Marius Müller-Westernhagen | 3:28  |

In der Download-Version des Albums von Amazon MP3 ist als exklusiver Bonustitel Was soll das (Herbert Grönemeyer) enthalten; in der von iTunes Songs für Liam (Kraftklub).

### Jetzt erst recht!
Am 18. Oktober 2013 veröffentlichte Starwatch Entertainment eine Bonus-Edition des Albums mit sechs weiteren Cover-Songs, allerdings ohne den Titel Liebes Lied des Originalalbums und ohne die Onlinebonustitel.
| #   | Titel              | Komponist                    | Originalinterpret                     | Länge |
| --- | ------------------ | ---------------------------- | ------------------------------------- | ----- |
| 12. | Einmal um die Welt | Carlo Waibel                 | Cro                                   | 2:27  |
| 13. | Lila Wolken        | David Conen, Marteria, Yasha | Marteria feat. Yasha und Miss Platnum | 3:53  |
| 14. | Kapitulation       | Tocotronic                   | Tocotronic                            | 4:10  |
| 15. | Polizisten         | W. Jäger/Ramig               | Extrabreit                            | 4:54  |
| 16. | Amerika            | Rammstein                    | Rammstein                             | 3:49  |
| 17. | Alles nur geklaut  | Tobias Künzel                | Die Prinzen                           | 3:13  |

## Erfolg
Das Album landete bereits vor der Veröffentlichung auf dem 1. Platz der Amazon.de-Album-Charts sowie auf Platz 1 von iTunes. Laut einem Bericht von Media Control wurde Mit freundlichen Grüßen in den ersten drei Tagen öfter legal aus dem Internet heruntergeladen als jedes Album eines deutschsprachigen Künstlers zuvor – dies gelte auch für die komplette erste Woche, wie im Nachhinein berichtet wurde. Im internationalen Vergleich hatte einzig Mylo Xyloto (2011) von Coldplay einen erfolgreicheren Start. Am 11. Februar 2013 gab Media Control bekannt, das Album sei auf Platz 1 in die deutschen Charts eingestiegen; damit ist es das erste Nummer-eins-Album in Heinos Karriere. Die Titel Sonne und Haus am See konnten sich aufgrund von Downloads aus dem Album in den deutschen Charts platzieren, ohne als eigene Singles veröffentlicht worden zu sein. Zusammen mit der Single Junge waren es die ersten Titel von Heino seit 23 Jahren, die sich in den deutschen Singlecharts platzieren konnten.
Am 5. März 2013 wurde Heino in der Kategorie „Künstler National Rock/Pop“ für einen Echo nominiert, wurde bei der Verleihung am 21. März 2013 jedoch nicht berücksichtigt. In der Sendung Verstehen Sie Spaß? vom 9. März 2013 erhielt Heino eine Goldene Schallplatte für über 100.000 verkaufte Alben.

## Chartplatzierungen

### Album
| ChartsChartplatzierungen | Höchstplatzierung | Wochen |
| ------------------------ | ----------------- | ------ |
| Deutschland (GfK)        | 1 (36 Wo.)        | 36     |
| Österreich (Ö3)          | 6 (9 Wo.)         | 9      |
| Schweiz (IFPI)           | 7 (6 Wo.)         | 6      |

### Singles
| Jahr | Titel Album                         | Höchstplatzierung, Gesamtwochen, AuszeichnungChartplatzierungen (Jahr, Titel, Album, Platzierungen, Wochen, Auszeichnungen, Anmerkungen) | Höchstplatzierung, Gesamtwochen, AuszeichnungChartplatzierungen (Jahr, Titel, Album, Platzierungen, Wochen, Auszeichnungen, Anmerkungen) | Höchstplatzierung, Gesamtwochen, AuszeichnungChartplatzierungen (Jahr, Titel, Album, Platzierungen, Wochen, Auszeichnungen, Anmerkungen) | Anmerkungen                           |
| Jahr | Titel Album                         | DE | AT | CH | Anmerkungen                           |
| --- | ----------------------------------- | --- | --- | --- | ------------------------------------- |
| 2013 | Junge Mit freundlichen Grüßen       | DE27 (6 Wo.)DE | AT57 (1 Wo.)AT | — | Erstveröffentlichung: 25. Januar 2013 |
| Folgende Lieder erschienen nicht als Single, wurden aber durch das Album zum Download und Streaming bereitgestellt und konnten somit eine Platzierung erlangen: |                                     | | | |                                       |
| |                                     | | | |                                       |
| 2014 | Sonne Mit freundlichen Grüßen       | DE91 (1 Wo.)DE | — | — | Charteinstieg: 15. Februar 2013       |
| 2014 | Haus am See Mit freundlichen Grüßen | DE96 (1 Wo.)DE | — | — | Charteinstieg: 15. Februar 2013       |

## Reaktionen
Die Fantastischen Vier wünschten Heino über einen Facebook-Eintrag viel Erfolg mit seinem Album.
Dero Goi, Sänger der Band Oomph!, zeigte sich mit Heinos Interpretation ihres Liedes Augen auf! unzufrieden und warf dem Künstler Landser-Romantik sowie völkisch-verherrlichendes Liedgut vor. Heino kritisierte ihn dafür und legte ihm nahe, sich mit den Hintergründen der von ihm gesungenen Volkslieder auseinanderzusetzen.
Der Frontsänger der Band Die Toten Hosen, Campino nannte das Album „taktisch klug gemacht“, zeigte sich aber vom Feuilleton enttäuscht, das dermaßen unkritisch diese Platte bejubele.

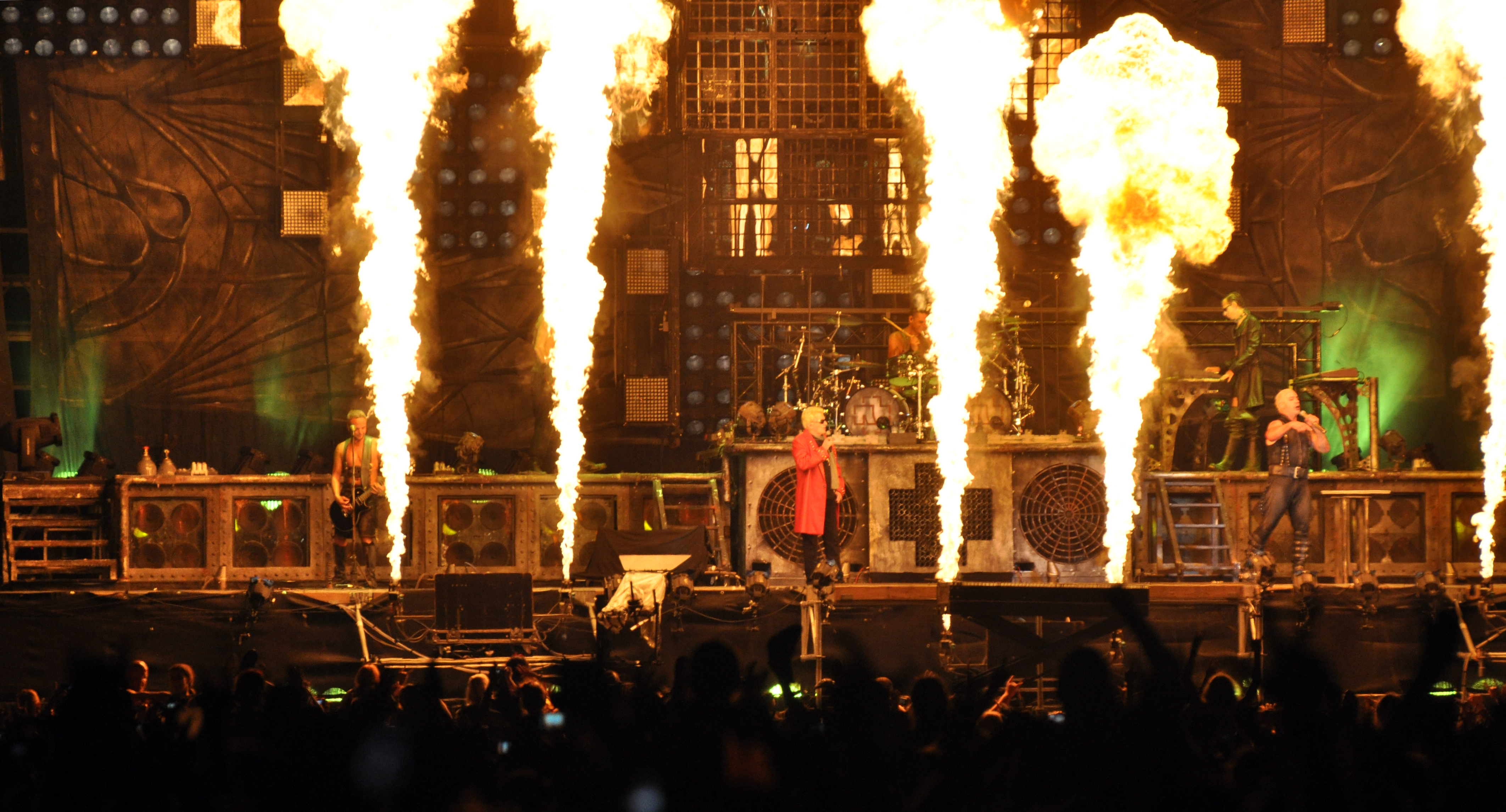
Heino gemeinsam mit Rammstein beim Wacken Open Air 2013

Der Musiksender VIVA verkündete auf seiner Website, er würde die Musikvideos von Heinos Versionen nicht ausstrahlen.
Auch die Veranstalter des Wacken Open Air sprachen sich gegen eine Verpflichtung Heinos aus, nachdem ihn die Metalcore-Band Callejon zu einem gemeinsamen Auftritt auf dem Festival eingeladen hatte. Dennoch trat Heino zusammen mit Rammstein beim Rockfestival Wacken 2013 auf und sang vor 80.000 Menschen mit Rammstein das Lied Sonne.
In einem Interview mit der Frankfurter Allgemeinen Zeitung sagte Heino über die Veröffentlichung seines neuen Albums:

„Wenn ich jetzt umfalle und bin tot, dann ist es das letzte Album gewesen. Das weiß man nicht. Aber noch bin ich ja hart wie Kruppstahl, zäh wie Leder und flink wie ein Windhund.“

Verschiedene News-Websites wiesen darauf hin, dass diese Redewendung in fast gleichem Wortlaut von Adolf Hitler geprägt wurde. Heinos Manager Jan Mewes beteuerte, sie hätten von diesem historischen Zusammenhang nichts gewusst.
Die Bild-Zeitung veröffentlichte am 24. Januar 2013 in einem Bericht angebliche Reaktionen auf die Veröffentlichung des Albums. Laut Artikel habe es im Umfeld von Rammstein geheißen, die Band finde die Coverversion ihres Liedes Sonne „zum Erbrechen“. Die Band dementierte das am gleichen Tag. Ferner hätten Die Ärzte die Veröffentlichung eines Musikvideos zu dem Lied Junge verhindert, indem sie mit einer Schadensersatzklage im sechsstelligen Bereich drohte. Hot Action Records, die bandeigene Plattenfirma, widersprach dieser Behauptung. Dass Heino keine Genehmigung der Autoren einholen musste, bezeichnete die Bild als „rechtliches Schlupfloch“. Das Bildblog kritisierte die Berichterstattung als „genau geplante Krawall-PR“. Heino selbst äußerte sich nicht zu den Berichten von Bild, merkte jedoch an, es habe „boshafte Kommentare“ seitens einiger Bands gegeben. Sie würden von Respekt und Toleranz singen, entsprechendes Verhalten vermisse er allerdings.

## Kritiken
Die Kritiken waren durchmischt und reichten von „unfreiwilliger Komik“ bis hin zu „gelungenem Experiment“.

„Zwölf Neu-Interpretationen des deutschen Pop-, Rock-, Punk- und Hiphop-Schaffens (…), Cover-Versionen im Schlagerband-Stil, arrangiert mit viel Liebe zum Detail und technisch perfekt inszeniert. (…) Was für ein Clou! Da lüpft man glatt die Sonnenbrille vor Respekt – bevor man sich Ohropax in die Gehörgänge schiebt.“

„Heinos Hommage an die Moderne, die marktreißerisch zur Rache hochgejazzt wurde, hat aber durchaus Charme, Witz und Größe. (…) Ob der Charme des Albums den diesjährigen Karneval überlebt, ist angesichts des schnell erreichten Sättigungsgrades fraglich. Doch die Merchandising-Möglichkeiten des neuen blonden Racheengels aus Bad Münstereifel sind noch lange nicht ausgeschöpft.“

„Doch bei all dem krawalligen Meta-Diskurs, wie ist denn jetzt die ganze Platte? Nun ja, schrecklich, ist man sofort versucht zu sagen. Und hat damit auch recht. Gerade die 12-songige Massiertheit von Heinos sehr speziellem Gesangsduktus (…) bereitet Kopfschmerzen – die sterile, garantiert zu 100 Prozent am Computer erstellte Instrumentierung tut ihr Übriges. Dennoch weiß die unfreiwillige Komik von ratlosen Betonungen wie ‚Schillautheria‘ (bei Sportfreunde Stillers ‚Ein Kompliment‘) auch immer mal wieder zu gefallen. Alles eben ein Witz – der in Maßen genossen, sogar Spaß machen kann.“

Wohlwollend wurde im Musikmagazin Metal Hammer über das Album berichtet, wo vor allem Heinos stimmliche Leistung und die Produktion Lob erhielten:

„Das Witzige (und jetzt müssen speziell die Düster-Metaller ganz stark sein): Seine tiefe brummende, teils aufgesetzt wirkende, mit rrrrollendem Duktus durchsetzte Stimme ist nicht weit weg von dem, was bei uns allmonatlich durch den METAL HAMMER geistert. Und: Es kann wohl niemand ernsthaft behaupten, dass es Heinz Georg Kramms Stimmbänder[n] an Charisma, Wucht oder Volumen mangelt. Das größte Lob gebührt allerdings Produzent Christian Geller und den Leuten, die das Material so arrangiert haben, dass das Ganze weder lächerlich noch verarschend wirkt – sondern schlicht gut unterhält.“

Der Musikexpress beschrieb die zwölf Songs des Albums als „vor allen Dingen eines: mühsam“ und urteilte über die musikalische Umsetzung

„Gnadenlos bekommen alle Stücke ein paar lustlose Big-Band Arrangements und die Drummachine verpasst, und da sind 12 Titel dann doch etwas zu viel. (…) durch die völlig willkürliche Auswahl der Stücke und die immer gleichen Arrangements verkommt ‚Mit freundlichen Grüßen‘ leider zu einem seelenlosen PR-Coup.“